# Tondibia
Pour la bataille survenue au Mali en 1581, voir bataille de Tondibi.
Tondibia est un village du Niger situé au nord-ouest de Niamey, au bord du fleuve Niger. Au recensement de 2012, il comptait 2 539 habitants, répartis dans 328 foyers.
Il est le site du camp militaire de Tondibia (de), fondé au début de la Seconde Guerre mondiale par décret du gouverneur Léon Cayla du 25 novembre 1939, entré en vigueur le 1er janvier 1940. Ce camp est aujourd'hui un centre formation des forces armées nigériennes. 
La militaire Haïssa Mariko, connue sous le nom de Haïssa Hima, est en 1967 la première femme parachutiste du Niger. Son  diplôme  lui est remis lors de la cérémonie de présentation du drapeau du Niger aux recrues de sa promotion à Tondibia,.